# Sandy Zabell
Sandy Lew Zabell (* 22. Mai 1947) ist ein amerikanischer Professor für Statistik und Mathematik. Er ist Autor zahlreicher Veröffentlichungen, unter anderem auf den Gebieten der Wahrscheinlichkeitstheorie und der Kryptologie.

## Leben
Im Jahr 1968 erwarb er den Bachelor of Arts (B.A.) in Mathematik an der Columbia University in New York City und 1971 den Master of Arts (M.A.) in Biochemie und Molekularbiologie an der Harvard University in Cambridge (Massachusetts). Im Jahr 1975 promovierte er dort bei Shlomo Zvi Sternberg mit seiner Dissertation A Limit Theorem for Conditional Expectation with Applications to Probability Theory and Statistical Mechanics zum Ph.D. (Doctor of Philosophy).
Er ist Rektor für Grundständiges Studium (Director of Undergraduate Studies) und Professor für Statistik und Mathematik an der Northwestern University (NU), einer Privatuniversität im Staat Illinois (USA). Nachdem in der Vergangenheit einer seiner Forschungsschwerpunkte auf der Nutzung statistischer Methoden in der Geschichte der Kryptanalyse, insbesondere durch den britischen Codebreaker Alan Turing (1912–1954), lag, befasst er sich zurzeit (2019) intensiv mit den Arbeiten deutscher Kryptologen während der Zeit des Zweiten Weltkriegs.